# Ungheria ai Giochi della XVII Olimpiade
L'Ungheria partecipò ai Giochi della XVII Olimpiade che si sono svolti a Roma dal 25 agosto all'11 settembre 1960, con una delegazione di 184 atleti impegnati in diciotto discipline.

## Medagliere

### Per discipline
| Sport              | Oro | Argento | Bronzo | Totale |
| ------------------ | --- | ------- | ------ | ------ |
| Scherma            | 2   | 2       | 0      | 4      |
| Pentathlon moderno | 2   | 1       | 0      | 3      |
| Canoa/kayak        | 1   | 3       | 2      | 6      |
| Pugilato           | 1   | 0       | 0      | 1      |
| Atletica leggera   | 0   | 1       | 2      | 3      |
| Lotta greco-romana | 0   | 1       | 0      | 1      |
| Calcio             | 0   | 0       | 1      | 1      |
| Pallanuoto         | 0   | 0       | 1      | 1      |
| Sollevamento pesi  | 0   | 0       | 1      | 1      |
| Totale             | 6   | 8       | 7      | 21     |

### Medaglie
| Medaglia | Atleta                                                                                  | Sport              | Evento                          |
| -------- | --------------------------------------------------------------------------------------- | ------------------ | ------------------------------- |
| Oro      | János Parti                                                                             | Canoa/kayak        | C1 1000 metri maschile          |
| Oro      | Ferenc Németh                                                                           | Pentathlon moderno | Gara individuale                |
| Oro      | Ferenc Németh Imre Nagy András Balczó                                                   | Pentathlon moderno | Gara a squadre                  |
| Oro      | Gyula Török                                                                             | Pugilato           | Pesi mosca                      |
| Oro      | Rudolf Kárpáti                                                                          | Scherma            | Sciabola individuale maschile   |
| Oro      | Aladár Gerevich Rudolf Kárpáti Pál Kovács Zoltán Horváth Gábor Delneky Tamás Mendelényi | Scherma            | Sciabola a squadre maschile     |
| Argento  | Gyula Zsivótzky                                                                         | Atletica leggera   | Lancio del martello             |
| Argento  | Imre Szöllősi                                                                           | Canoa/kayak        | K1 1000 metri maschile          |
| Argento  | György Mészáros András Szente                                                           | Canoa/kayak        | K2 1000 metri maschile          |
| Argento  | Imre Szöllősi Imre Kemecsey András Szente György Mészáros                               | Canoa/kayak        | K1 4x500 metri maschile         |
| Argento  | Imre Polyák                                                                             | Lotta greco-romana | Pesi piuma                      |
| Argento  | Imre Nagy                                                                               | Pentathlon moderno | Gara individuale                |
| Argento  | Zoltán Horváth                                                                          | Scherma            | Sciabola individuale maschile   |
| Argento  | Ildikó Rejtő Györgyi Székely Magdolna Kovács Katalin Juhász-Nagy Lídia Dömölky          | Scherma            | Fioretto a squadre femminile    |
| Bronzo   | István Rózsavölgyi                                                                      | Atletica leggera   | 1500 metri piani                |
| Bronzo   | Gergely Kulcsár                                                                         | Atletica leggera   | Lancio del giavellotto maschile |
| Bronzo   | Ungheria                                                                                | Calcio             | Torneo maschile                 |
| Bronzo   | Imre Farkas András Törő                                                                 | Canoa/kayak        | C2 1000 metri maschile          |
| Bronzo   | Klára Bánfalvi Vilma Egresi                                                             | Canoa/kayak        | K2 500 metri femminile          |
| Bronzo   | Ungheria                                                                                | Pallanuoto         | Torneo Maschile                 |
| Bronzo   | Győző Veres                                                                             | Sollevamento pesi  | Pesi medi                       |

## Risultati

### Calcio
| Atleta | Classifica |                     |
| --- | --- | ------------------- |
| V · D · M Nazionale olimpica ungherese · Calcio ai Giochi Olimpici Estivi 1960 P Faragó · P Szentmihályi · P Török · D Dalnoki · D Dudás · D Kovács · D Mészöly · D Novák · D Várhidi · C Göröcs · C Orosz · C Rákosi · C Solymosi · A Albert · A Dunai · A L. Pál · A T. Pál · A Sátori · A Vilezsál · CT : Volentik - Baróti | Bronzo |                     |
| Nazionale olimpica ungherese · Calcio ai Giochi Olimpici Estivi 1960 | |                     |
| P Faragó · P Szentmihályi · P Török · D Dalnoki · D Dudás · D Kovács · D Mészöly · D Novák · D Várhidi · C Göröcs · C Orosz · C Rákosi · C Solymosi · A Albert · A Dunai · A L. Pál · A T. Pál · A Sátori · A Vilezsál · CT: Volentik - Baróti                                                                                 | P Faragó · P Szentmihályi · P Török · D Dalnoki · D Dudás · D Kovács · D Mészöly · D Novák · D Várhidi · C Göröcs · C Orosz · C Rákosi · C Solymosi · A Albert · A Dunai · A L. Pál · A T. Pál · A Sátori · A Vilezsál · CT: Volentik - Baróti | Ungheria (bandiera) |

### Pallacanestro
| Atleta | Classifica |
| --- | ---------- |
| V · D · M Nazionale ungherese - Pallacanestro ai Giochi della XVII Olimpiade 3 Bánhegyi · 4 Temesvári · 5 Gabányi · 6 Judik · 7 Liptai · 8 Greminger · 9 Zsíros · 10 Boháty · 11 Simon · 12 Bencze · 14 Pólik · 15 Glatz · All. János Páder | 9°         |
| Nazionale ungherese - Pallacanestro ai Giochi della XVII Olimpiade |            |
| 3 Bánhegyi · 4 Temesvári · 5 Gabányi · 6 Judik · 7 Liptai · 8 Greminger · 9 Zsíros · 10 Boháty · 11 Simon · 12 Bencze · 14 Pólik · 15 Glatz · All. János Páder                                                                              |            |

### Pallanuoto
| Atleta | Classifica |                     |
| --- | --- | ------------------- |
| V · D · M Nazionale maschile ungherese di pallanuoto · Giochi olimpici - Roma 1960 Gyarmati · Kárpáti · Boros · Hevesi · Mayer · Kanizsa · Dömötör · Felkai · Jeney · Katona · Markovits · Rusorán · Konrád · Bodnár · CT : Dezső Lemhényi | Bronzo |                     |
| Nazionale maschile ungherese di pallanuoto · Giochi olimpici - Roma 1960 | |                     |
| Gyarmati · Kárpáti · Boros · Hevesi · Mayer · Kanizsa · Dömötör · Felkai · Jeney · Katona · Markovits · Rusorán · Konrád · Bodnár · CT: Dezső Lemhényi                                                                                     | Gyarmati · Kárpáti · Boros · Hevesi · Mayer · Kanizsa · Dömötör · Felkai · Jeney · Katona · Markovits · Rusorán · Konrád · Bodnár · CT: Dezső Lemhényi | Ungheria (bandiera) |